# Istres Ouest Provence Volley-Ball 2020-2021
Questa voce raccoglie le informazioni riguardanti l'Istres Ouest Provence Volley-Ball nelle competizioni ufficiali della stagione 2020-2021.

## Organigramma societario
Area direttiva
- Presidente: Gilbert Louis

Area tecnica
- Allenatore: André Sá

## Rosa
| N° | Nome               | Ruolo | Data di nascita   | Nazionalità sportiva |
| -- | ------------------ | ----- | ----------------- | -------------------- |
| 1  | Annayka Legros     | C     | 17 maggio 1995    | Stati Uniti          |
| 2  | Anna Łozowska      | C     | 16 marzo 1993     | Polonia              |
| 3  | Jessica Dallmann   | C     | 27 novembre 1991  | Brasile              |
| 4  | Safiatou Zongo     | S     | 14 marzo 1994     | Francia              |
| 5  | Grace Lazard       | S     | 30 gennaio 1997   | Regno Unito          |
| 6  | Mia Swanegan       | C     | 18 gennaio 1996   | Stati Uniti          |
| 8  | Chloé Once         | L     | 30 marzo 1998     | Francia              |
| 10 | Victória Alves     | S     | 17 agosto 1996    | Brasile              |
| 11 | Pauline Martin     | P     | 29 settembre 1995 | Francia              |
| 13 | Caila Stapleton    | P     | 9 dicembre 1993   | Stati Uniti          |
| 15 | Laura Urios        | L     | 15 febbraio 1997  | Francia              |
| 17 | Mary-Kate Marshall | S     | 21 novembre 1995  | Stati Uniti          |
| 18 | Yasmine Abderrahim | O     | 16 aprile 1999    | Algeria              |
| 19 | Beatriz de Graca   | S     | 16 agosto 1995    | Portogallo           |
| 20 | Célia Amet         | S     | 19 febbraio 2000  | Francia              |